# C̋
C̋ (minuscule : c̋), appelé C double accent aigu, est une lettre latine.
Il s’agit de la lettre C diacritée d’un double accent aigu.

## Utilisations
Le C double accent aigu ‹ c̋ › est parfois utilisé en istroroumain pour transcrire un ‹ č › adoucie.

## Représentations Informatiques
- décomposé (latin de base, diacritiques) :

| formes    | représentations | chaînes de caractères | points de code | descriptions                                             |
| --------- | --------------- | --------------------- | -------------- | -------------------------------------------------------- |
| majuscule | C̋               | C◌̋                    | U+0043 U+030B  | lettre majuscule latine c diacritique double accent aigu |
| minuscule | c̋               | c◌̋                    | U+0063 U+030B  | lettre minuscule latine c diacritique double accent aigu |